# Super Bowl XIV
Super Bowl XIV var den 14:e upplagan av Super Bowl, finalmatchen i amerikansk fotbolls högsta liga, National Football League, för säsongen 1979. Matchen spelades den 20 januari 1980 mellan Pittsburgh Steelers och Los Angeles Rams, och vanns av Åittsburgh Steelers. De kvalificerade sig genom att vinna slutspelet i konferenserna American Football Conference respektive National Football Conference. Värd för Super Bowl XIV var Rose Bowl i Pasadena i Kalifornien.